# MTV Güik
 MTV Güik  fue un programa original de MTV Latinoamérica conducido por Gabo Ramos, en el cual se hacían entrevistas a famosos y además se hablaba de lo nuevo de la música, el cine, juegos, internet, etc. En 2013 fue un bloque transmitido en los cortes comerciales, pero aun así, se sigue hablando de los mismos temas y con los mismos presentadores, a fines de ese mismo año MTV Güik termina de manera definitiva.

## Reparto
| Gabo | Diego                                                                          | Mikki                                   |
| --- | ------------------------------------------------------------------------------ | --------------------------------------- |
| El conductor y presentador de cada episodio. Las notas internacionales corrían por su cuenta y mandar a los enlaces con Diego y los demás reporteros. | Las entrevistas a famosos desde México y Estados Unidos corrían por su cuenta. | La versión de Diego, pero en Argentina. |